# Adam Prażmowski
Adam Josef Ignacy Prażmowski ['adam praʃ'mɔfski], né le 15 mars 1821 à Varsovie et mort le 5 février 1885 à Paris, est un astronome et astrophysicien polonais naturalisé français.
En 1860, alors qu'il est assistant à l'Observatoire de Varsovie, il découvre la polarisation de la lumière émise par la couronne solaire. En 1863, il émigre à Paris, s'associe à Edmund Hartnack et produit des instruments d'optique réputés.

## Varsovie
Adam Prazmowski naît à Varsovie, fils de Josef Prazmowski, juge à la cour d'appel, et de Theresa Gaszynska. La famille appartient à la haute noblesse polonaise. Son oncle Adam Prazmowski est évêque de Plock. Prazmowski est instruit à la maison sans aller ni à l'école ni au lycée. En 1837, il  suit deux ans d'enseignement donné par d'anciens professeurs de l'Université Royale de Varsovie, fermée depuis l'insurrection de novembre 1830. À partir de 1839, il travaille comme deuxième assistant à l'Observatoire de Varsovie sous la direction de Franciszek Arminski. Il est chargé des observations météorologiques. Il écrit de nombreux articles pour la revue Biblioteka Warszawska. Comme le financement de l'observatoire est très réduit, il commence à réparer et à fabriquer chez lui des appareils scientifiques. Il fabrique des baromètres, des thermomètres et des aréomètres. Il installe à l'observatoire un pendule de Foucault pour mettre en évidence la rotation de la Terre. De 1846 à 1849, il participe au relevé topographique de la Pologne sous la direction du géomètre russe Carl Tenner (1783-1859). Il détermine les nœuds du réseau de relevés et est membre de la commission qui assure le raccordement avec les réseaux des pays voisins, la Prusse et l'Autriche. À la mort d'Arminski, il est nommé premier assistant. Le monde scientifique remarque le jeune astronome en 1851. Le calcul de l'éclipse solaire totale de 1851 a été fait par Johann Heidrich von Mädler, le directeur de l'observatoire de Dorpat (aujourd'hui Tartu). Prazmowski se méfie des éphémérides berlinoises sur lesquelles Mädler s'est basé pour ses calculs. Il  refait les calculs du tracé de la ligne centrale de l'éclipse avec les éphémérides anglaises et trouve une différence de plusieurs kilomètres, ce que George Biddell Airy, directeur de l'Observatoire de Greenwich confirme. Prazmowski dirige l'expédition près de Wisokie Masowieckie, la station centrale d'observation de l'éclipse du 28 juillet 1851. L'année suivante, il est invité à l'Observatoire de Poulkovo à Saint-Petersbourg dont le directeur, Friedrich Georg Wilhelm Struve, le charge de diriger le relevé en Bessarabie de la mesure de la section la plus au Sud de l'arc du Méridien .

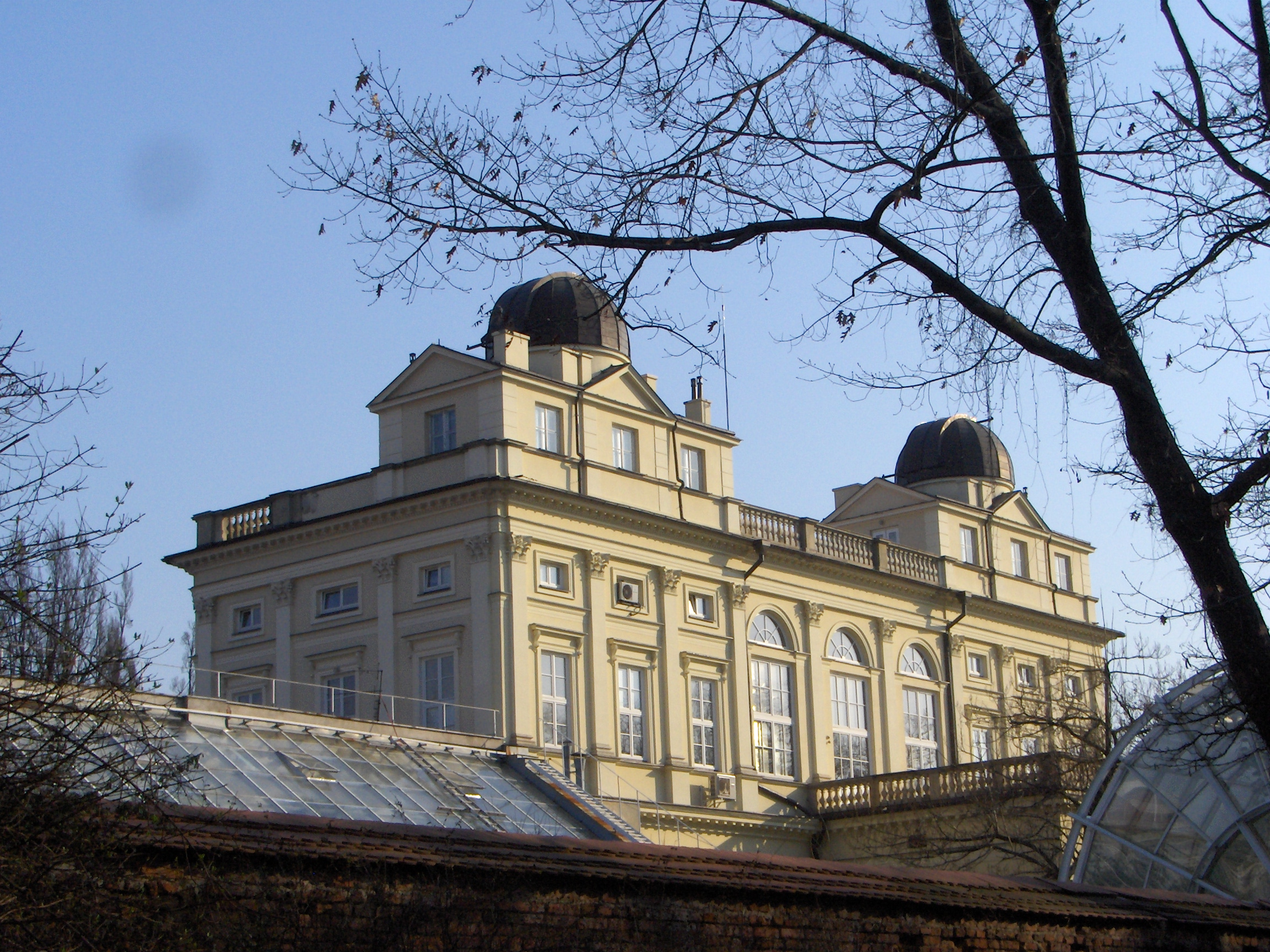
Observatoire de Varsovie

Au cours d'un voyage à Paris en 1856, Urbain Le Verrier, directeur de l'Observatoire de Paris, lui propose un poste de direction à l'observatoire. Prazmowski refuse car il ne veut pas quitter la Pologne à ce moment-là. Le 18 juillet 1860, il observe une autre éclipse de soleil à Briviesca, dans la province de Burgos en Espagne. Il découvre la polarisation circulaire de la lumière de la couronne solaire ce qui prouve que la couronne, à la différence des protubérances, ne fait que réfléchir la lumière. Il a déjà montré en 1858 que la lumière de la queue de la comète Donati est polarisée.
Prazmowski enseigne la physique à l'Académie médico-chirurgicale, la première grande école de Varsovie après la fermeture de l'université. Deux ans plus tard, il devient Assistant de Physique et de Géodésie à l'École Glowna.

## Paris
Prazmowski commence un séjour d'études à Paris à l'été 1863. Il sollicite de l'École Glowna une prolongation de son séjour à Paris mais sa demande est refusée le 1er avril 1864. Bien que Josef Mianowski, le directeur de l'école, intervienne pour ne pas perdre un collaborateur si précieux, Prazmowski reste à Paris.
À cette période, il se marie à Varsovie ou à Paris avec Pulchène Anna Marczewska qui a 20 ans de moins que lui, est veuve d'un premier mariage et a un fils, Boleslas Garczinski.
En 1864, il rejoint l'entreprise d'Edmund Hartnack qui le nomme directeur de l'atelier de mécanique. Quand Hartnack doit quitter Paris à la déclaration de guerre de la France à la Prusse en 1870, Prazmowski prend la direction de l'entreprise. Il en devient propriétaire en 1878. Il est naturalisé Français le 25 janvier 1879.
Alors qu'en 1860, la société E. Hartnack succ. de G. Oberhaeuser est située rue Dauphine no 21, vers 1865 la société E. Hart(nack) & A. Praz(mowski) est située rue Bonaparte no 1.

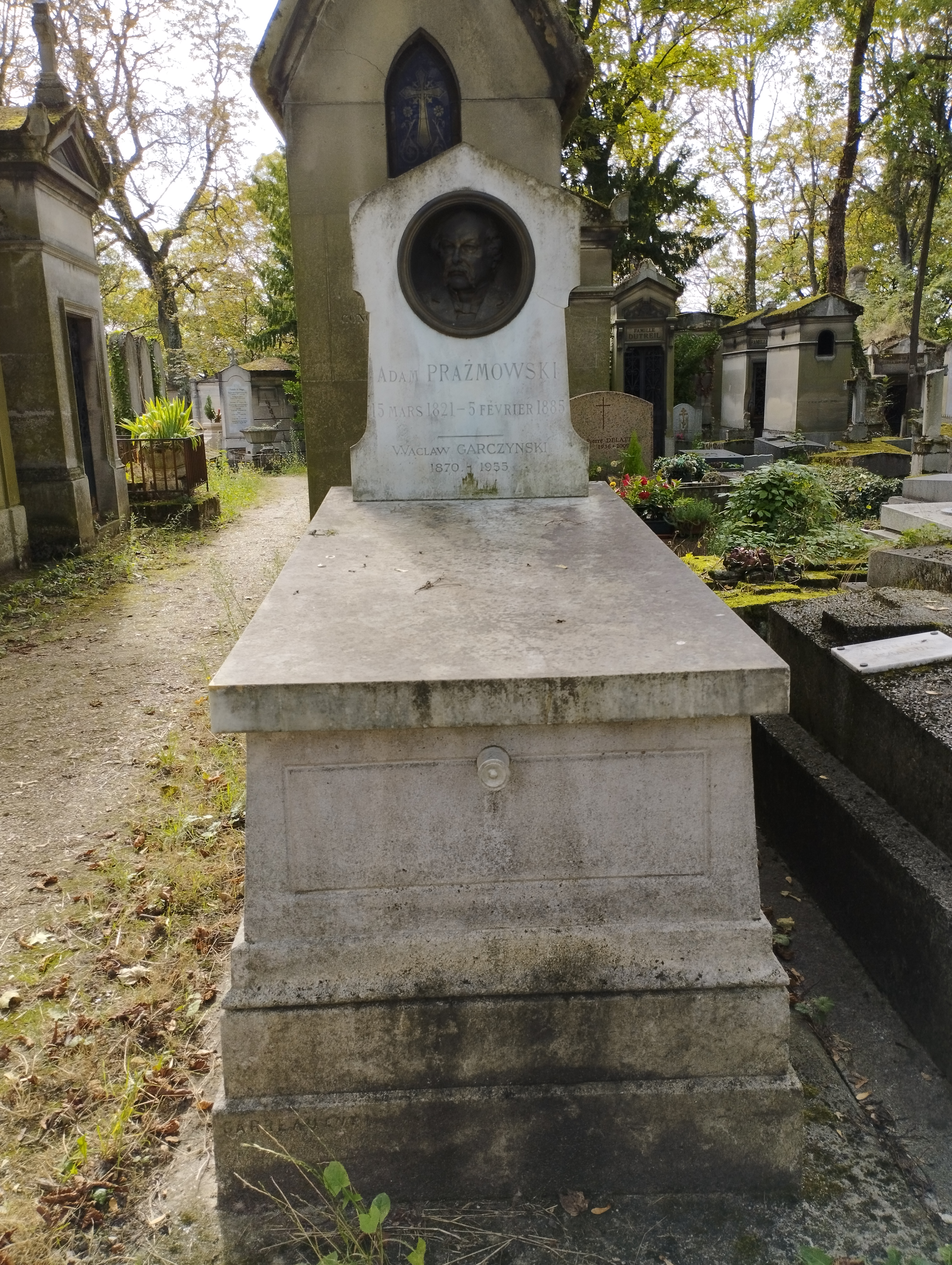
Tombe d'Adam Prażmowski au cimetière du Père Lachaise (division 41).

Prazmowski qui a l'expérience de la réparation et de la construction des instruments d'optique depuis son séjour à l'Observatoire de Varsovie, devient à Paris un opticien de premier plan. Il apporte des améliorations à des instruments comme le prisme de Nicol, le saccharimètre, le télescope solaire ou l'objectif à immersion pour les microscopes. Hartnack et Prazmowski reçoivent des médailles aux expositions universelles de Paris en 1867 et 1878, ainsi qu'à Vienne en 1873. Après la mort de Prazmowski en 1885, Bézu et Haussier achètent l'entreprise dans laquelle ils travaillaient et la vendent à Jean Alfred Nachet en 1896.
En 1870, Prazmowski est membre de la Société des sciences exactes de Paris (Towarzystwo Nauk Ścisłych w Paryżu), une société de chercheurs polonais exilés à Paris. Il est président de cette société de 1880 à 1882. De 1874 à 1882, il est éditeur de la revue de la société: Pamiętniki Towarzystwa Nauk Ścisłych w Paryżu.
Adam Prazmowski meurt à son domicile, rue des Beaux-Arts no 11 à Paris, le 5 février 1885 et est enterré au cimetière du Père-Lachaise (41e division).

## Sources
- M. Kluza, From East to West; Adam Prażmowski (1821 – 1885), Proceedings of the XXV. Scientific Instrument Symposium, Krakau 2006, S. 39–42